# Marianne Fritz
Marianne Fritz (n. el 14 de desembre del 1948 a Weiz/Estíria; † l'1 d'octubre del 2007 a Viena) va ser una escriptora austríaca.

## Biografia
Marianne Fritz va néixer a Estíria. Va viure i treballar com a escriptora a Viena, dependenta de beques de literatura i vivint en un entorn modest. No li agradava la publicitat i per això bastant poc és conegut del seu currículum. En els anys 1970 va ser casada a l'escriptor Wolfgang Fritz.
Marianne Fritz va morir l'1 d'octubre del 2007 a Viena, als 58 anys, després d'una malaltia greu de la sang.

## Novel·lística

### Els principis
Marianne Fritz va rebre el Premi Robert Walser per a la seva primera novel·la Die Schwerkraft der Verhältnisse (La gravitació de les circumstàncies). Hi narra la història d'una infanticida que descobreix les seves defenses contra el seu entorn angoixant per les circumstàncies externes a un manicomi i la pèrdua del seu llenguatge.

### El projecteFortalesa
Després va elaborar un projecte literari denominat «La Fortalesa», amb el qual va tematitzar la història de la Primera i de la Segona República d'Àustria.

## Obra
- Die Schwerkraft der Verhältnisse, S. Fischer, Frankfurt del Main 1978.
- Das Kind der Gewalt und die Sterne der Romani, S. Fischer, Frankfurt del Main 1980.
- Dessen Sprache du nicht verstehst (3 vòlums respectivament 12 vòlums), Suhrkamp, Frankfurt del Main 1985.
- Naturgemäß I. Entweder Angstschweiß Ohnend oder Pluralhaft (5 vòlums), Suhrkamp, Frankfurt del Main 1996.
- Naturgemäß II. Es ist ein Ros entsprungen / Wedernoch / heißt sie (5 vòlums), Suhrkamp, Frankfurt del Main 1998.

## Distincions
- 1978 Premi Robert Walser (Robert-Walser-Preis)
- 1979 Premi de Promoció de la Ciutat de Viena (Förderungspreis der Stadt Wien für Literatur)
- 1986 Premi de Literatura de Rauris de la banca Österreichische Länderbank
- 1988 Premi de Literatura d'Estíria
- 1989 Premi de Promoció del Ministeri Austríac de l'Educació, de les Arts i de la Literatura
- 1994 Premi de Literatura de la Ciutat de Viena
- 1999 Premi Peter Rosegger (Peter-Rosegger-Preis)
- 2001 Premi Franz Kafka (Franz-Kafka-Preis)